# Liga itálica
La Liga itálica o Liga Santísima fue un tratado internacional celebrado en Venecia el 30 de agosto de 1454, entre los Estados Pontificios, la República de Venecia, el Ducado de Milán, la República de Florencia y el Reino de Nápoles, tras el Tratado de Lodi de unos meses antes.

## Antecedentes
En la primera mitad del siglo XV, las grandes potencias italianas habían estado consolidando sus territorios, con Saboya expandiéndose hacia la costa de Liguria, Venecia centrándose en Terraferma mientras que el Stato da Mar estaba amenazado por la expansión turca, Milán expandiéndose hacia el sur (y, aún después del desmembramiento del ducado milanense tras la muerte de Gian Galeazzo Visconti, conservando la mayor parte de Lombardía), habiendo los florentinos ganado la mayor parte de la Toscana y habiendo comenzado los Estados Pontificios la unificación de los territorios pontificios que continuaría durante los dos siglos siguientes, mientras que Alfonso V, rey de Aragón, adquirió ambas Sicilias, reinando en el Reino de Nápoles como Alfonso I, además de expandirse hacia el norte.
Proclamada solemnemente el 2 de marzo de 1455 con la adhesión del Papa Nicolás V (1447-55), el rey Alfonso y otros pequeños Estados a la Liga (excluida a la Casa de Malatesta de Rímini, por insistencia de Alfonso),,  por la que se estableció un acuerdo de defensa mutua y una tregua de 25 años entre las potencias italianas, prohibiendo las alianzas y tratados separados y comprometiéndose a mantener los límites establecidos. Tras el período de enfrentamiento, los Estados italianos reconocieron al condotiero Francisco Sforza como sucesor del último de los Visconti de Milán, después de haberse casado con la única hija de Filippo Maria Visconti. La relativa paz y estabilidad resultante del tratado de Lodi y la Liga, promovida por Sforza, le permitió consolidar su dominio sobre Milán, y fue la decisión más importante de la política exterior de Cosme de Médici para poner fin a la tradicional rivalidad entre su Florencia y la Milán de Sforza.
Consecuencias
La Liga fue el desarrollo coherente de la Paz de Lodi, nacida de la consideración de que ninguno de los estados regionales italianos, a pesar de las largas y sangrientas guerras de los cien años anteriores, estaba en condiciones de asumir la hegemonía en el norte, y mucho menos en toda la península. La Liga, por lo tanto, proporcionó una détente (distensión), fundada en la sospecha mutua y el miedo al reino de Francia más que en la colaboración, que podría haber llevado a la formación de un Estado más amplio y unificado.
La Liga itálica jugó un papel esencial en el equilibrio de poder perseguido posteriormente por el gobernante florentino Lorenzo de Médici (1449-1492); proporcionó suficiente estabilidad para permitir que la economía peninsular se recuperara de la pérdida de población y la depresión económica causada por la peste negra y sus secuelas, lo que condujo a una expansión económica que perduró hasta la primera parte del siglo XVII. La Liga permitió también la creación de las primeras embajadas permanentes entre los estados de la península italiana, con el fin de controlar el cumplimiento de los términos que prohibían apoyar a los disidentes exiliados, con el De Officio Legati -lo que parece ser el primer tratado sobre la embajada -escrito por Ermolao Barbaro en Venecia en 1490, después de haber servido a la Serenísima en el Borgoña y en el de Milán.
La muerte de Lorenzo de Médici en 1492 marcó la decadencia de la Liga, habiendo sido uno de sus mayores partidarios  y su principal partidario,  ya que reconocía las ventajas de mantener un equilibrio entre las cinco potencias en lugar de intentar eliminar a sus enemigos[10]. Aunque la Liga no pudo evitar la invasión francesa en 1494 (véase Guerra italiana de 1499-1501), sí que permitió (como la Liga de Venecia) la creación del ejército que repelió a las tropas de Carlos VIII tras su saqueo de Nápoles.. El ejército de la Liga se enfrentó a los franceses en Fornovo y conservó el control del campo de batalla pero no pudo evitar una retirada ordenada de los franceses.. Sin embargo, la alianza veneciana con Francia y España contra Milán y Nápoles en la Guerra de Italia de 1499-1504 supuso el final de la Liga.